# Paolo Virzì

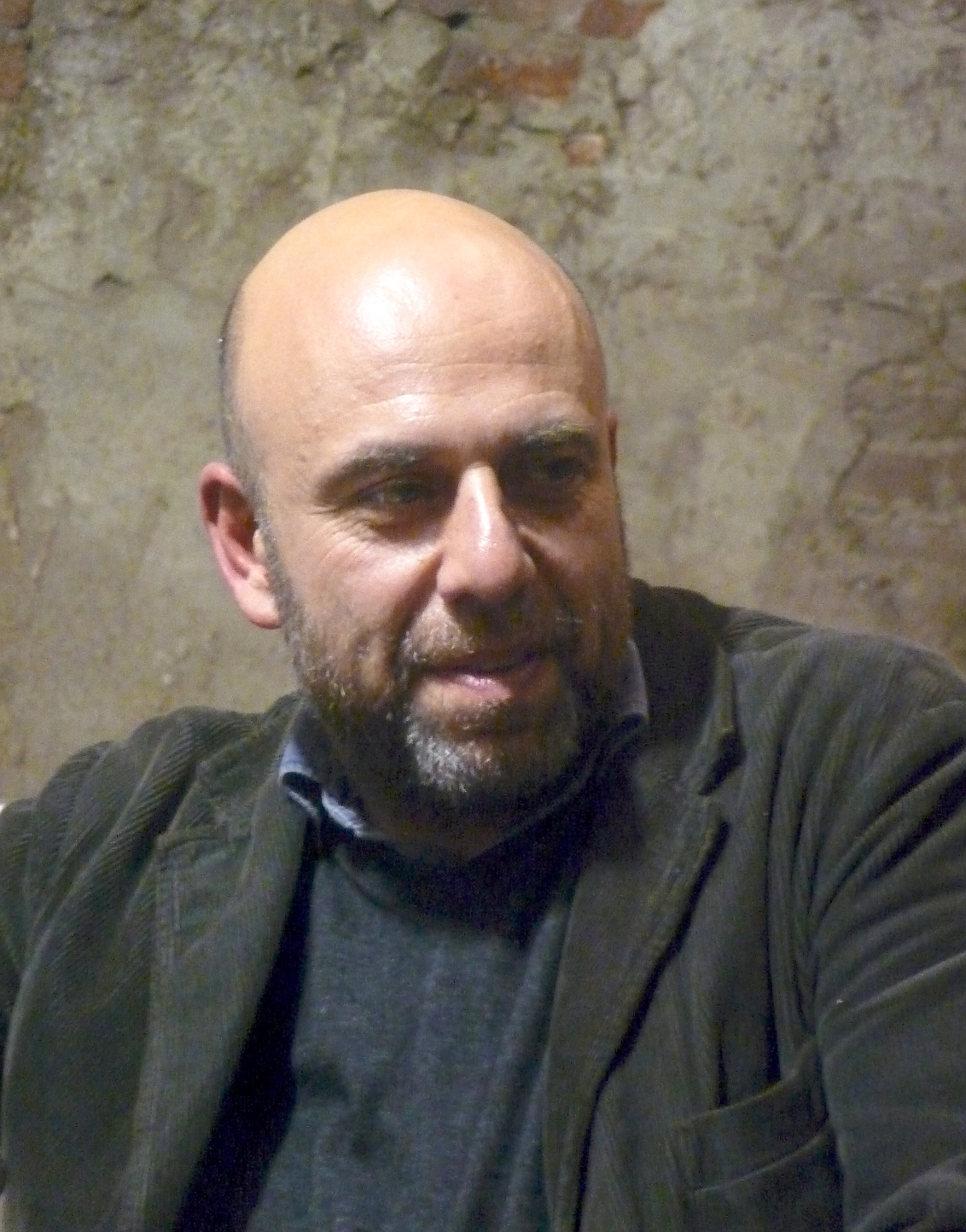
Paolo Virzì (2008)

Paolo Virzì (* 4. März 1964 in Livorno) ist italienischer Regisseur, Filmproduzent und Drehbuchautor.
Virzì trat zunächst ab Ende der 1980er Jahre als Drehbuchautor in Erscheinung. Seit 1994 ist er auch als Regisseur aktiv. Die Tätigkeit als Produzent kam in den 2000er Jahren hinzu.

## Ausbildung und erste Arbeiten in der Filmbranche
Virzì begann bereits in seiner Gymnasialzeit in Livorno erste Theaterstücke zu schreiben. Nach einem begonnenen Studium an der philosophisch-historischen Fakultät der Universität Pisa, während dem er erste Amateurfilme drehte, siedelte er nach Rom über und begann ein Studium am  Centro Sperimentale di Cinematografia (Experimentelles Zentrum für Kinematographie), der nationalen Filmhochschule, an der schon andere bekannte italienische Regisseure wie Michelangelo Antonioni und Giuseppe De Santis ausgebildet wurden. 1987 schloss er sein Studium ab. In Zusammenarbeit mit seinem ehemaligen Professor Furio Scarpelli lieferte Virzì mit dem Film "Zeit zu leben, Zeit zu sterben" seine erste Arbeit als Drehbuchautor ab. In den folgenden Jahren war er bei mehreren Filmen als Drehbuchautor tätig.

## Erfolge als Regisseur
1994 gelang Virzì bereits mit seiner ersten Regiearbeit  La bella vita der nationale Durchbruch. Er wurde für seine Regiearbeit mit den beiden wichtigsten nationalen Filmpreisen, dem Davide di Donatello dem Nastro d’Argento, in der Kategorie bester Nachwuchsregisseur ausgezeichnet. Auch an den Filmfestspielen von Venedig wurde der Film wohlwollend aufgenommen.
Mit seiner folgenden Regiearbeit Ferie d’agosto konnte Virzì an den Erfolg seines Erstlingswerkes anknüpfen und gewann den Donatello für den besten Film. Es folgten zahlreiche weitere Filme. Insgesamt wurde Virzìs Arbeiten in den Bereichen Regie und Drehbuch 7-mal mit einem  Donatello und 9-mal mit dem Nastro d’Argento.
Paolo Virzì gehört heute zu den bekanntesten italienischen Filmschaffenden. Die Mehrzahl seiner Werke ist dem Genre der Komödie zuzurechnen. So urteilt den die italienische Zeitung Repubblica: „Paolo Virzi ist sicher der italienische Filmemacher, der das Erbe der italienischen Komödie am besten weiterführt.“

## Privates
Er war zuerst mit Paola Tiziana Cruciani verheiratet. Am 17. Januar 2009 heiratete er die Schauspielerin Micaela Ramazzotti und hat mit ihr zwei Kinder.

## Filmografie
Wenn nicht anders vermerkt, war Virzì als Regisseur tätig.
- 1989: Zeit zu leben, Zeit zu sterben (Tempo di uccidere, Drehbuch)
- 1991: Ein Traum von Liebe und Tod (Una questione privata, Drehbuch)
- 1994: La bella vita
- 1996: Ferie d’agosto
- 1997: Ovosodo
- 1999: Baci e abbracci
- 2002: My Name Is Tanino
- 2003: Caterina zieht in die Stadt (Caterina va in città)
- 2006: N, ich und Napoleon (N – Io e Napoleone)
- 2008: Das ganze Leben liegt vor Dir (Tutta la vita davanti)
- 2009: La prima cosa bella
- 2012: Tagein Tagaus – Tutti i santi giorni (Tutti i santi giorni)
- 2013: Die süße Gier (Il capitale umano)
- 2016: Die Überglücklichen (La pazza gioia)
- 2017: Das Leuchten der Erinnerung (The Leisure Seeker)
- 2018: Notti magiche
- 2020: Tolo Tolo – Die große Reise (Tolo Tolo, Drehbuch)